# Protaetia mindoroensis
Protaetia mindoroensis är en skalbaggsart som beskrevs av Ernst Gustav Kraatz 1894. Protaetia mindoroensis ingår i släktet Protaetia och familjen Cetoniidae. Inga underarter finns listade i Catalogue of Life.